# Municipio de Washington (condado de Marshall)
El municipio de Washington (en inglés: Washington Township) es un municipio ubicado en el condado de Marshall en el estado estadounidense de Iowa. En el año 2010 tenía una población de 555 habitantes y una densidad poblacional de 6,11 personas por km².

## Geografía
El municipio de Washington se encuentra ubicado en las coordenadas 41°59′31″N 93°3′29″O / 41.99194, -93.05806. Según la Oficina del Censo de los Estados Unidos, el municipio tiene una superficie total de 90.78 km², de la cual 90,78 km² corresponden a tierra firme y (0 %) 0 km² es agua.

## Demografía
Según el censo de 2010, había 555 personas residiendo en el municipio de Washington. La densidad de población era de 6,11 hab./km². De los 555 habitantes, el municipio de Washington estaba compuesto por el 91,89 % blancos, el 6,49 % eran afroamericanos, el 0,9 % eran amerindios, el 0,36 % eran asiáticos, el 0,18 % eran de otras razas y el 0,18 % eran de una mezcla de razas. Del total de la población el 2,88 % eran hispanos o latinos de cualquier raza.